# 강은교
강은교(姜恩喬, 1945년 12월 13일~)는 대한민국의 시인이다. 함경남도 홍원군에서 태어나 서울에서 자랐다. 경기여자고등학교와 연세대학교 영어영문학과를 졸업하고 동 대학원 국어국문학과에서 김기림 연구로 박사학위를 받았다. 동아대학교 국어국문학과 교수, 동아대학교 문예창작학과 교수를 역임했으며 현재 동아대학교 문예창작학과 명예교수로 재직 중이다.

## 약력
1968년 《사상계》 신인문학상에 〈순례자의 잠〉이 당선되어 문단에 나왔다. 1975년 제2회 「한국문학상」, 1992년 제37회 「현대문학상」, 2006년 제18회 「정지용 문학상」을 수상했다.

## 저서

### 시집
- 《허무집》(1971)
- 《빈자일기》(1977)
- 《소리집》(창작과비평사, 1982)
- 《바람노래》(1987)
- 《오늘도 너를 기다린다》(실천문학사, 1989)
- 《벽속의 편지》(창작과비평사, 1992)
- 《어느 별에서의 하루》(창비, 1996)
- 《등불 하나가 걸어오네》(문학동네, 1999)
- 《시간은 주머니에 은빛 별 하나 넣고 다녔다》(문학사상사, 2002)
- 《초록 거미의 사랑》(창비, 2006)
- 《벽 속의 편지》(창비, 2019)

### 시선집
- 《풀잎》(민음사, 1974)
- 《붉은 강》(풀빛, 1984)
- 《우리가 물이 되어》(1986)
- 《그대는 깊디 깊은 강》(미래사, 1991)

### 산문집
- 《그물 사이로》(1975)
- 《추억제》(1975)
- 《도시의 아이들》(1977)
- 《우리가 물이 되어 만난다면》(1980)
- 《누가 풀잎으로 다시 눈뜨랴》(1984)
- 《잠들면서 참으로 잠들지 못하면서》(한양출판, 1993) ISBN 89-85247-63-8
- 《허무 수첩》(예전사, 1996)

## 같이 보기
- 한국어 시인 목록